# Seleção Bósnia de Voleibol Feminino
A seleção bósnia de voleibol feminino é uma equipe europeia composta pelas melhores jogadoras de voleibol da Bósnia e Herzegovina. A equipe é mantida pela Federação de Voleibol da Bósnia e Herzegovina (Volleyball Federation of Bosnia-Herzegovina). Encontra-se na 77ª posição do ranking mundial da FIVB segundo dados de 6 de outubro de 2015.